# Meteorite!
Meteorite! – kwartalnik popularnonaukowy wydawany w Nowej Zelandii od lutego 1995 roku. Czasopismo poświęcone jest zagadnieniom meteorytyki i ma charakter biuletynu. Redaktorem naczelnym jest Joel L. Schiff. Czasopismo ma format A4 i 24 strony. Zawiera stałe rubryki: „Spytaj geologa” i „Eksponat numeru”.